# Huvudbladet
Huvudbladet var en svensk undergroundtidning som gavs ut i fyra nummer mellan 1971 och 1972. 
Tidning var betydelsefull i dåtidens konst- och medielandskap trots de få gånger den kom ut. I redaktionen för tidskriften satt några av den tidens mest framstående avantgardistiska konstnärer som Kjartan Slettemark, fotografen och Kjartans elev Hans Esselius, Anita Eriksson, Lena Svedberg, Svante Islinger, Stan Koonin och Pia Skoglund. Till viss del tog tidskriften vidare det Puss startat tre år tidigare men med ett mer politiskt uttalat innehåll. Lena Svedberg hade också varit med och grundat undergroundtidning Puss tre år tidigare.
Lagom till första Gärdesfesten 1971 kom det första nummer av "Huvudbladet" ut. Det första numret kallas Grön. I första numret medföljde en affisch gjord på ett fotografi taget av Hans Esselius, på Jimi Hendrix som ett Rorschachtest, dvs en dubbel Hendrix som röker och bolmar 
Nummer 2 heter "Peking 1972" / "nummer snapphane nittonhundrasjutiotvå". Numret kan läsas från bägge håll, därför har det två titlar. 
Nr 3 kallades Gul.
Nr 4 blev det sista numret.
Programbeskrivningen för tidskriften var: "Vi vill med den här tidningen skapa ett forum för alternativ information över alla områden”. Tidskriften tryckes i ca 5000 exemplar per nummer 
Tidskriften använde omtalade och delvis kritiserade annonsmetoder med provocerande löpsedlar, tex den för nr 2 med en bild på Richard Nixon och rubriken "extremistledare gripen"